# Ольшанская Новоселица
О́льшанская Новосе́лица (укр. Вільшанська Новоселиця) — село, входит в Васильковский район Киевской области Украины.
Население по переписи 2001 года составляло 395 человек. Почтовый индекс — 08675. Телефонный код — 4571. Занимает площадь 2,651 км².

## Местный совет
08675, Київська обл., Васильківський р-н, с.Вільшанська Новоселиця, вул.Тарновського,11